# Lipno (Líšťany)
Lipno je velká vesnice, část obce Líšťany v okrese Plzeň-sever v Plzeňském kraji. Nachází se asi tři kilometry jižně od Líšťan. Lipno leží v katastrálním území Lipno u Hunčic o rozloze 6,18 km² a Těchoděly o rozloze 2,09 km². V katastrálním území Lipno u Hunčic leží i Písek.

## Historie
První písemná zmínka o vesnici pochází z roku 1316.

## Obyvatelstvo
| Rok            | 1869 | 1880 | 1890 | 1900 | 1910 | 1921 | 1930 | 1950 | 1961 | 1970 | 1980 | 1991 | 2001 | 2011 | 2021 |
| -------------- | ---- | ---- | ---- | ---- | ---- | ---- | ---- | ---- | ---- | ---- | ---- | ---- | ---- | ---- | ---- |
| Počet obyvatel | 228  | 250  | 284  | 253  | 253  | 245  | 252  | 125  | 72   | 61   | 50   | 29   | 17   | 35   | 52   |
| Počet domů     | 36   | 39   | 40   | 40   | 42   | 43   | 50   | 62   | 35   | 20   | 19   | 24   | 27   | 33   | 30   |

## Obecní správa
Při sčítání lidu v letech 1869–1950 Lipno bylo samostatnou obcí v okrese Stříbro. V letech 1961–1976 bylo částí obce Hunčice v okrese Plzeň-sever. Od 30. dubna 1976 je částí obce Líšťany v okrese Plzeň-sever. V letech 1869–1950 k obci patřil Písek.

## Pamětihodnosti
- Socha svaté Barbory

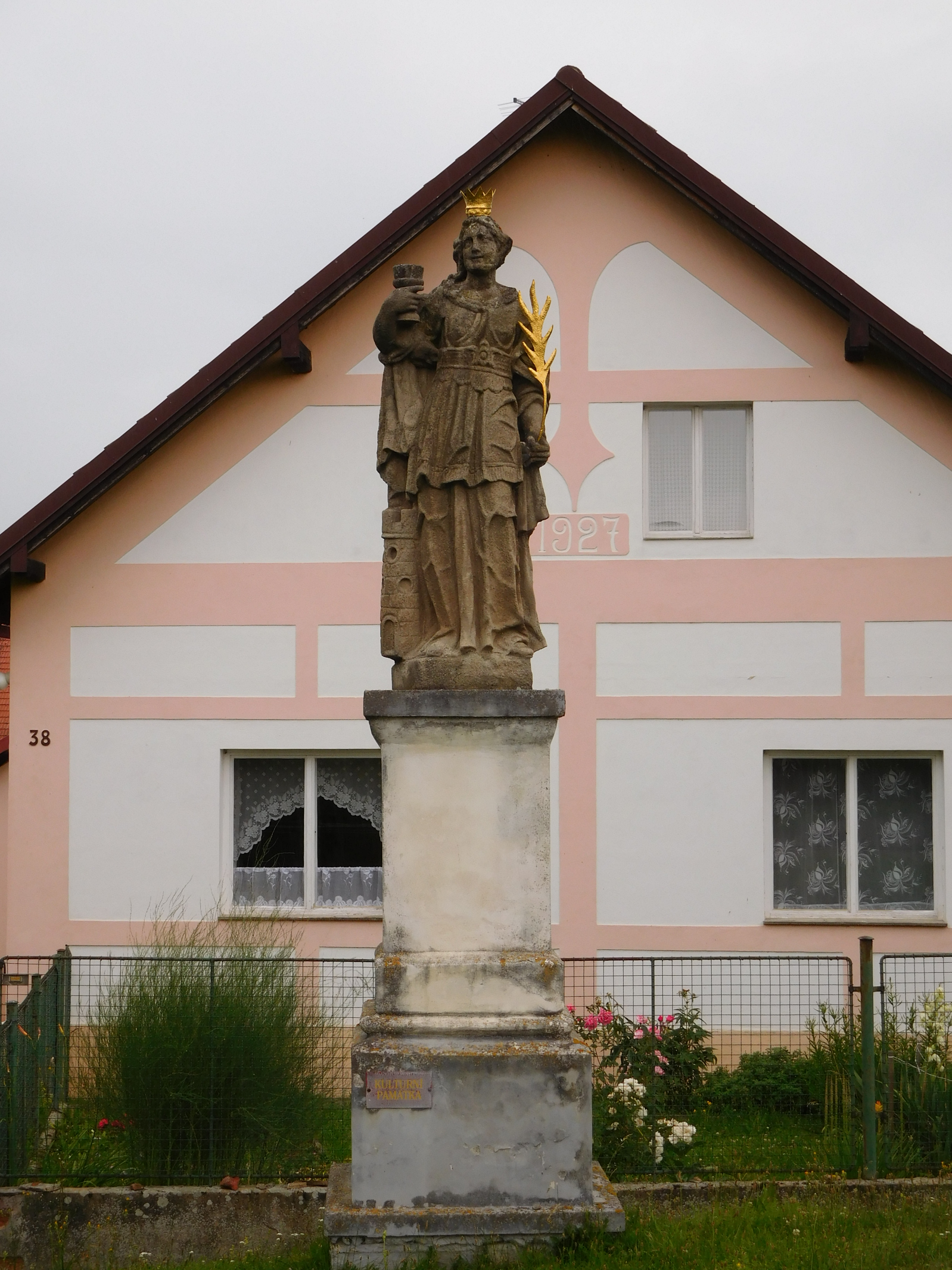
Socha sv. Barbory

- Nad levým břehem hracholuské vodní nádrže se nachází hradiště Staré Lipno z pozdní doby bronzové a z raného středověku.[9]